# Oryzopsis platyantha
Oryzopsis platyantha là một loài thực vật có hoa trong họ Hòa thảo. Loài này được (Nevski) Grig. mô tả khoa học đầu tiên năm 1938.